# Lista de ofícios de registro civil da cidade de São Paulo
Esta é uma lista de ofícios de registro civil da cidade de São Paulo, capital do estado homônimo, Brasil. 
São Paulo é o município brasileiro que conta com a maior quantidade de ofícios de registro civil no país, sendo no total 58 "cartórios de registro civil das pessoas naturais" (RCPN).
Na primeira tabela estão listados os 46 ofícios de registro civil do extinto distrito de São Paulo que era dividido em 48 subdistritos. Dois subdistritos, o 43.º subdistrito (Jaguara) e o 45.º subdistrito (Pinheiros), nunca possuíram ofícios de registro civil. 
Com a emancipação do 14.º subdistrito de Osasco, elevado à categoria de município pela Lei estadual n.º 5285 de 18 de fevereiro de 1959, os ofícios de registro civil até então numerados de 15º. a 40º. receberam nova numeração. Assim, por exemplo, o ofício de registro civil da Lapa que até então era o 15.º tornou-se o 14.º, e o de Vila Madalena que era o 40.º tornou-se o 39.º ofício de registro civil da capital.
Na segunda tabela estão listados outros 12 ofícios de registro civil relativos aos oito distritos originais do município (exceto o distrito de São Paulo abrangido pela primeira tabela), acrescidos dos dois distritos criados pela Lei estadual n.º 4.954 de 27 de dezembro de 1985 (São Mateus e Sapopemba) e de outros dois distritos (Jardim São Luís e de Capão Redondo) já criados em vigência da atual estrutura administrativo-territorial estabelecida pela Lei municipal n.º 11.220 de 20 de maio de 1992. Embora a divisão territorial tenha mudado radicalmente em 1992, a organização dos ofícios de registro civil permaneceu inalterada, ainda sendo utilizada a mesma estrutura anterior.
| Número | Subdistrito            | Data de instalação      | Observações |
| 1º     | Sé                     | 26 de setembro de 1892  | responsável por transcrições de registros ocorridos no exterior, interdições e tutelas Até 1905 denominado "Norte da Sé". |
| 2º     | Liberdade              | 7 de março de 1875      | Até 1905 denominado "Sul da Sé".                                                                                          |
| 3º     | Penha                  | 1 de outubro de 1856    | |
| 4º     | Freguesia do Ó         | 15 de setembro de 1796  | acumula funções de tabelionato de notas                                                                                   |
| 5º     | Santa Ifigênia         | 1 de janeiro de 1892    | |
| 6º     | Brás                   | 7 de março de 1875      | |
| 7º     | Consolação             | 30 de novembro de 1888  | |
| 8º     | Santana                | 14 de julho de 1891     | |
| 9º     | Vila Mariana           | 14 de janeiro de 1896   | |
| 10º    | Belenzinho             | 25 de setembro de 1899  | |
| 11º    | Santa Cecília          | 23 de setembro de 1899  | |
| 12º    | Cambuci                | 15 de abril de 1907     | |
| 13º    | Butantã                | 13 de janeiro de 1908   | |
| —      | Osasco                 | 23 de julho de 1919     | Até 1959 era o 14.º subdistrito de São Paulo                                                                              |
| 14º    | Lapa                   | 24 de fevereiro de 1911 | |
| 15º    | Bom Retiro             | 1 de março de 1911      | |
| 16º    | Mooca                  | 1 de março de 1911      | |
| 17º    | Bela Vista             | 3 de março de 1911      | |
| 18º    | Ipiranga               | 22 de junho de 1919     | |
| 19º    | Perdizes               | 30 de maio de 1921      | acumula funções de tabelionato de notas                                                                                   |
| 20º    | Jardim América         | 3 de fevereiro de 1925  | |
| 21º    | Saúde                  | 25 de abril de 1926     | |
| 22º    | Tucuruvi               | 23 de março de 1926     | acumula funções de tabelionato de notas                                                                                   |
| 23º    | Casa Verde             | 21 de janeiro de 1930   | |
| 24º    | Indianópolis           | 7 de abril de 1935      | |
| 25º    | Pari                   | 30 de agosto de 1934    | |
| 26º    | Vila Prudente          | 18 de setembro de 1934  | |
| 27º    | Tatuapé                | 13 de janeiro de 1935   | |
| 28º    | Jardim Paulista        | 4 de novembro de 1934   | |
| 29º    | Santo Amaro            | 1 de janeiro de 1832    | acumula funções de tabelionato de notas                                                                                   |
| 30º    | Ibirapuera             | 28 de junho de 1934     | acumula funções de tabelionato de notas                                                                                   |
| 31º    | Pirituba               | 5 de agosto de 1936     | acumula funções de tabelionato de notas                                                                                   |
| 32º    | Capela do Socorro      | 16 de julho de 1938     | acumula funções de tabelionato de notas                                                                                   |
| 33º    | Alto da Mooca          | 23 de dezembro de 1938  | |
| 34º    | Cerqueira César        | 20 de fevereiro de 1939 | |
| 35º    | Barra Funda            | 18 de janeiro de 1939   | |
| 36º    | Vila Maria             | 10 de fevereiro de 1939 | |
| 37º    | Aclimação              | 23 de dezembro de 1938  | |
| 38º    | Vila Matilde           | 4 de abril de 1949      | |
| 39º    | Vila Madalena          | 19 de maio de 1950      | |
| 40º    | Brasilândia            | 16 de junho de 1964     | |
| 41º    | Cangaíba               | 11 de fevereiro de 1966 | acumula funções de tabelionato de notas                                                                                   |
| 42º    | Jabaquara              | 15 de julho de 1967     | |
| 43º    | Jaguara                | nunca instalado         | |
| 44º    | Limão                  | 27 de julho de 1965     | |
| 45º    | Pinheiros              | nunca instalado         | |
| 46º    | Vila Formosa           | 25 de fevereiro de 1967 | |
| 47º    | Vila Guilherme         | 24 de agosto de 1965    | |
| 48º    | Vila Nova Cachoeirinha | 3 de setembro de 1968   | |

Ainda há outros doze ofícios que não receberam numeração, sendo responsáveis pelas áreas mais distantes do centro da cidade.
| Distrito ou bairro  | Data de instalação     | Observações                             |
| São Miguel Paulista | 19 de junho de 1891    | acumula funções de tabelionato de notas |
| Itaquera            | 26 de maio de 1921     | acumula funções de tabelionato de notas |
| Guaianases          | 30 de dezembro de 1929 | acumula funções de tabelionato de notas |
| Perus               | 28 de dezembro de 1934 | acumula funções de tabelionato de notas |
| Parelheiros         | agosto de 1945         | acumula funções de tabelionato de notas |
| Jaraguá             | 2 de agosto de 1952    | acumula funções de tabelionato de notas |
| Ermelino Matarazzo  | 25 de junho de 1959    | acumula funções de tabelionato de notas |
| Itaim Paulista      | 14 de novembro de 1984 | acumula funções de tabelionato de notas |
| São Mateus          | 5 de junho de 2000     |                                         |
| Sapopemba           | 5 de junho de 2000     |                                         |
| Jardim São Luís     | 2 de maio de 2000      |                                         |
| Capão Redondo       | 9 de junho de 2000     |                                         |